# Khān Takhtī
Khān Takhtī (persiska: خان تختی) är en ort i Iran.   Den ligger i provinsen Västazarbaijan, i den nordvästra delen av landet, 600 km väster om huvudstaden Teheran. Khān Takhtī ligger 1 312 meter över havet och antalet invånare är 419.
Terrängen runt Khān Takhtī är kuperad söderut, men norrut är den platt.Runt Khān Takhtī är det ganska tätbefolkat, med 83 invånare per kvadratkilometer. Närmaste större samhälle är Salmās, 15,8 km väster om Khān Takhtī. Trakten runt Khān Takhtī består i huvudsak av gräsmarker.